# Powiat Płocki
Der Powiat Płocki ist ein Powiat (Kreis) in der  Woiwodschaft Masowien in Polen. Der Powiat hat eine Fläche von 1798,7 km², auf der etwa 107.800 Einwohner leben. Die Bevölkerungsdichte beträgt 59 Einwohner auf 1 km² (2004).

## Geschichte
Von 1939 bis 1945 war das Gebiet als Landkreis Schröttersburg Teil des neuen Regierungsbezirkes Zichenau der Provinz Ostpreußen.

## Gemeinden
Der Powiat umfasst fünfzehn Gemeinden, davon vier Stadt-und-Land-Gemeinden und elf Landgemeinden.

### Stadt-und-Land-Gemeinden
- Bodzanów
- Drobin
- Gąbin
- Wyszogród

### Landgemeinden
- Bielsk
- Brudzeń Duży
- Bulkowo
- Łąck
- Mała Wieś
- Nowy Duninów
- Radzanowo
- Słubice
- Słupno
- Stara Biała
- Staroźreby